# Liegi-Bastogne-Liegi 1983
La Liegi-Bastogne-Liegi 1983, sessantanovesima edizione della corsa, fu disputata il 17 aprile 1983 per un percorso di 244,7 km. Fu vinta dall'olandese Steven Rooks, al traguardo in 6h44'12" alla media di 36,52 km/h.
Dei 215 ciclisti alla partenza furono in 78 a portare a termine la gara.

## Ordine d'arrivo (Top 10)
| Pos. | Corridore         | Squadra        | Tempo    |
| ---- | ----------------- | -------------- | -------- |
| 1    | Steven Rooks      | Sem-France     | 6h44'12" |
| 2    | Giuseppe Saronni  | Del Tongo      | a 10"    |
| 3    | Pascal Jules      | Renault-Elf    | s.t.     |
| 4    | Phil Anderson     | Peugeot        | s.t.     |
| 5    | Henk Lubberding   | TI Raleigh     | s.t.     |
| 6    | Hennie Kuiper     | Jacky Aernoudt | s.t.     |
| 7    | Adri Van der Poel | Jacky Aernoudt | a 28"    |
| 8    | Alfons De Wolf    | Bianchi        | s.t.     |
| 9    | René Bittinger    | Sem-France     | s.t.     |
| 10   | Guido Van Calster | Del Tongo      | s.t.     |